# 古庄里好
古庄里好（ふるしょう のりたか）は日本の男性タップダンサー。（1979年5月4日-）。東京都出身。
エンターテイメントの他、幼児にリズム・表現・体幹をテーマにした教育カリキュラムや、大人向けのコミュニケーション能力研修や老人層への健康維持促進のためのタップダンス活動を全国に渡り歩き、活動を行っている。

## 略歴
- 少年時代は東京都練馬区で過ごす。10歳の頃からSammy Davis jrに憧れてタップダンスを始める。高校は都内の進学校に進学するも、学業よりもダンスに傾注し、青春時代を過ごす。
- 高校卒業後は、タップダンス一本に専念し、ダンススタジオでメインインストラクターとして、週27本のレッスンを受け持つようになる。[1]
- 20歳になると、ニューヨークへ渡米し、「マイケルジャクソンダンスコンテスト」で優勝をするなど、頭角を現していく。[1]
- 帰国後、地縁のある池袋で、総合ダンススクールをプロデュースし、2006年に自らがオーナーを務めるダンススタジオを設立する。[1]
- 現在も映画、CM、MV、コンサートツアーに参加したりするなど、精力的に活動をしている。

## 経歴

### 学歴
- 東京都立大泉高等学校卒業

### 受賞歴
- マイケル・ジャクソンダンスコンテスト：優勝[1]
- マクドナルドダンスコンテスト 97'：衣装賞[1]
- マクドナルドダンスコンテスト 98'：準グランプリ[1]

### 出演歴

#### 映画
- 「座頭市」（北野武監督作品）出演。[1]

#### CM
- イオン「撥水スーツ」出演[1]
- CITIZEN「デュラテクト」振付・出演[2]

#### プロモーションビデオ
- スキマスイッチ「虹のレシピ」振り付け・出演[1]
- DREAMS COME TRUE「連れてって 連れてって」振り付け・出演[1]
- やなわらばー「いちごいちえ」振り付け・出演[1]
- 「SARINA」PV演出・出演

#### コンサートツアー・イベント
- ディズニーニーズチャイルド　ジャパンツアー　パーティー演出[1]
- RIP SLYME 日本武道館コンサート 出演[1]
- 恵比寿ガーデンプレイス クリスマスショー

#### 海外出演
- アメリカ合衆国「TAPフェスティバル」特別ゲスト出演[1]
- イギリス大使館主催「東北・関東六震災復興コンサート」ゲスト出演[1]